# Poliça
Poliça är en amerikansk musikgrupp från Minneapolis i Minnesota som bildades 2011 av Ryan Olson (producent) och Channy Leaneagh (sång). När gruppen spelar live består de av Chris Bierden (bass/sång), Drew Christopherson (trummor), Ben Ivascu (trummor) och Channy Leaneagh (sång). Musikaliskt rör de sig inom genrerna syntpop, alternativ rock, triphop och R&B.
2012 släpptes deras debutalbum Give You the Ghost på skivbolaget Totally Gross National Product. Den följdes 2013 av albumet Shulamith som släpptes på skivbolaget Mom + Pop Music.

## Diskografi
Studioalbum
- 2012 - Give You the Ghost
- 2013 - Shulamith
- 2016 - United Crushers

EP
- 2014 - Raw Exit

Singlar
- 2012 - Lay Your Cards Out
- 2012 - Dark Star
- 2012 - Wandering Star
- 2013 - Tiff
- 2013 - Chain My Name
- 2013 - Spilling Lines